# Chunky (Bruno Mars)
Chunky è un singolo del cantautore statunitense Bruno Mars, pubblicato il 27 novembre 2017 come quarto estratto dal terzo album in studio 24K Magic.